# Донайольське сільське поселення
Донайо́льське сільське поселення (рос. Донаёльское сельское поселение) — муніципальне утворення у складі Усть-Вимського району Республіки Комі, Росія. Адміністративний центр та єдиний населений пункт — селище Донайоль.

## Населення
Населення — 407 осіб (2017, 476 у 2010, 660 у 2002, 972 у 1989).